# Dereck Joubert
Dereck Joubert (3 de marzo de 1956, Johannesburgo, Sudáfrica) es junto a su mujer (Beverly Joubert) uno de los más importante camarógrafos de la National Geographic Society. El matrimonio siempre trabaja junto y produce sus documentales en Botsuana, concretamente en el desierto de Savuti y Okavango. Llevan más de 25 años trabajando en el continente. La mayoría de sus trabajos son con leones, pero también se han dedicado a grabar y estudiar a elefantes, hienas, leopardos y cebras. Han sido galardonados con 4 Emmys, un Peabody y un galardón del Festival Wildlife Films.

## Trabajos
- Ojo de leopardo
- Los enemigos implacables
- Reflexiones sobre los elefantes
- Cebras: Patrones en la hierba
- Eternos enemigos: leones y hienas
- Cazando bajo la luna (leones)